# Ludes
Ludes település Franciaországban, Marne megyében. Lakosainak száma 691 fő (2022. január 1.). Ludes Taissy, Chigny-les-Roses, Mailly-Champagne, Puisieulx, Rilly-la-Montagne, Ville-en-Selve és Val-de-Livre községekkel határos.

## Népesség
A település népességének változása:
| Lakosok száma | 746  | 741  | 678  | 628  | 620  | 630  | 640  | 674  | 680  | 691  |
|               | 1968 | 1982 | 1990 | 2006 | 2013 | 2015 | 2017 | 2019 | 2020 | 2022 |